# D317 (Val-d'Oise)
De D317 is een departementale weg in het Noord-Franse departement Val-d'Oise. De weg loopt van de grens met Seine-Saint-Denis via Gonesse en Louvres naar de grens met Oise. In Seine-Saint-Denis loopt de weg als RNIL 17 verder naar Le Bourget en Parijs. In Oise loopt de weg verder als D1017 naar Senlis en Arras.

## Geschiedenis
Oorspronkelijk was de D317 onderdeel van twee nationale wegen: de N2 tussen Seine-Saint-Denis en Gonesse en de N17 tussen Gonesse en Oise. Door de aanleg van de Luchthaven Parijs-Charles de Gaulle werd in 1973 de loop van de N2 aangepast, waardoor dit deel van de N2 bij de N17 werd gevoegd. In 2006 werd de weg overgedragen aan het departement Val-d'Oise, omdat de weg geen belang meer had voor het doorgaande verkeer vanwege de parallelle autosnelweg A1. De weg is toen omgenummerd tot D317.